# 古典玫瑰園
古典玫瑰園創立於1990年8月21日，是位於台灣的英國茶連鎖餐廳，創辦人為藝術家黃騰輝，古典玫瑰園將英式下午茶文化帶入台灣。集團旗下經營品牌包括「古典玫瑰園餐飲體系」、「古典玫瑰園英國茶專賣店體系」、「先喝道茶飲體系」、「Rose House Cafe咖啡館體系」、「打狗英國領事館文化園區」、「國立台灣美術館」等文創園區，也是台灣代表性的文創品牌之一。

## 簡介
目前全球有80家門市，為臺灣最大的英國茶連鎖體系。
- 2001年：於倫敦成立分公司。

- 2002年起：陸續在上海、北京等地開設旗艦店。

- 2006年：於韓國首爾。

- 2007年：於紐約開設第一家分店。

- 2009年：開始進入日本、澳洲等地市場。

- 2013年：於溫哥華設立分店。

- 2013年：於高雄打狗英國領事館成立文化園區。

- 2016年：於台中市役所成立文創園區。成立手搖杯品牌先喝道。

## 獲獎
- 2014 天下金牌服務業調查 （页面存档备份，存于） 連鎖咖啡類-銀賞

- 2015 天下金牌服務業調查 （页面存档备份，存于） 連鎖咖啡類-銀賞
- 2022年獲比利時布魯塞爾國際風味品質評鑑所 International Taste Institute（ITQI （页面存档备份，存于）)評鑑3星等級的絕佳風味好茶
- 2023年獲世界品質評鑑大賞金獎。

## 外部連結
- 古典玫瑰園（页面存档备份，存于）（中文）
- 古典玫瑰園的Facebook專頁